# キングコング:髑髏島の巨神
『キングコング:髑髏島の巨神』（キングコング どくろとうのきょしん、原題: Kong: Skull Island）は、2017年のアメリカ合衆国の怪獣映画。『モンスター・ヴァース』の2作目。アメリカ合衆国の映画シリーズ『キングコング』のリブート作品であり、シリーズ8作目。
ジョーダン・ヴォート＝ロバーツ監督。出演はトム・ヒドルストン、サミュエル・L・ジャクソン、ジョン・グッドマン、ブリー・ラーソン、ジン・ティエン、トビー・ケベル、ジョン・オーティス、コーリー・ホーキンズ、ジェイソン・ミッチェル、シェー・ウィガム、トーマス・マン、テリー・ノタリー、ジョン・C・ライリーらである。主要撮影は2015年10月19日よりベトナムとハワイなどで行われた。

## ストーリー
1944年、太平洋戦争中の南太平洋戦域での空戦中、とある島に墜落したアメリカ陸軍兵マーロウは、同じく墜落した日本海軍兵イカリから逃れるため島の奥地に入り込み、追って来たイカリと戦う。止めを刺されそうになったマーロウだったが、突然そこに巨大な猿のような生物が姿を現す。
1973年、アメリカがベトナム戦争からの撤退を宣言した日、特務研究機関モナークの一員であるランダは、ランドサットが発見した未知の島・髑髏島への地質調査の件でウィリス上院議員を説き伏せる。ランダは護衛の部隊を派遣するようにも要請し、ベトナムから帰還予定だったパッカード大佐の部隊が同行することになる。また、元イギリス特殊空挺部隊隊員のコンラッドを島の案内役として雇い入れる。ランダたちの行動を知った戦場カメラマンのウィーバーも調査隊に加わり、一行は髑髏島に向けて出発する。
髑髏島の周囲は暴風雨に覆われて船での接近は不可能な状態だったが、ランダたちはパッカード部隊のヘリコプター数機に乗り換え島へと向かう。暴風雨を突破して島に乗り込んだ調査隊は、地質調査の名目で眼下の地にサイズミック爆弾を次々と投下していく。しかし、その騒ぎを聞き付けたコングが姿を現し、爆弾により動物や森林が無惨に犠牲になる様を目の当たりにし、怒り狂ったコングによりヘリコプター部隊は全滅して調査隊は散り散りとなる。コンラッドやウィーバーたちは島を脱出するために、船から来るヘリコプターとの合流地点である島北部に向かい、パッカードは部下を殺したコングを抹殺する武器を手に入れるため、救出も兼ねて部下のチャップマンが落ちた島西部に向かう。
コンラッドたちは北に向かって進む中で島民であるイーウィス族と遭遇し、その際に太平洋戦争以来島に取り残されていたマーロウと出会う。マーロウの招きでイーウィス族の集落を訪れたコンラッドたちは、彼らが聖廟として使っている廃船に案内され、そこでコングが島の守護神であることを聞かされる。コンラッドたちは合流地点に向かおうとするが、マーロウに「徒歩で向かっても間に合わない」と忠告され、彼が脱出用に作っていた小型船グレイ・フォックス号を整備して共に合流地点へ向かうことにする。コンラッドやマーロウがグレイ・フォックス号の整備を進める中、ウィーバーは集落の外で撃墜されたヘリコプターの下敷きになっていたスケル・バッファローを助けようとする。そこにコングが現れてスケル・バッファローを助け、彼女に敵意がないことを判断したコングはその場を立ち去る。
翌朝、コンラッドたちは整備が完了したグレイ・フォックス号に乗り込み出発する。その途中でパッカードやランダたちと合流するが、島から脱出しようとしていたコンラッドは部下のチャップマン救出を主張するパッカードに押し切られ、共にチャップマンのいる西部の山に向かうことになる。しかし西部の山は島の怪物たちの棲み処となっており、コンラッドたちは島で最も凶悪な生物であるスカル・クローラーに襲われる。ランダをはじめ多数の犠牲者が出たものの、何とかスカル・クローラーを撃退した一行だったが、直前にスカル・クローラーが吐き出したチャップマンの認識票が巻き付いた頭蓋骨を目の当たりにして、彼が死んでいたことが判明。だが、それでもパッカードはコングへの復讐を理由に西部へ進むと断言し、コンラッドやコング抹殺に反対のマーロウたちと対立する。最終的にコンラッドたち民間人はグレイ・フォックス号に戻り、パッカードたち軍人はコングを攻撃することに決まり、一行は二手に分かれる。
その夜、コンラッドとウィーバーはグレイ・フォックス号を探すため山に向かい、そこでコングと出会う。ウィーバーと触れたコングは敵意の無い二人を残してその場を立ち去ろうとするが、パッカードがコングの注意を引くためにサイズミック爆弾を爆発させたため怒り出し、パッカードたちの元に向かう。コンラッドとウィーバーはマーロウと共にパッカードを止めるためコングの後を追う。パッカードは誘い込んだコングを火攻めにし、弱って倒れ込んだコングを爆薬で吹き飛ばそうとするが、それを阻止しようと現れたコンラッドたちと対峙し状況は一触即発となる。三人の説得にパッカード以外の兵士たちは説き伏せられるが、そこに大型のスカル・クローラーが出現。コンラッドたちがその場から逃げていく中、コングは一人になってもその場から逃げようとせず自身を抹殺しようとしたパッカードを葬り、スカル・クローラーに立ち向かう。
夜が明け、コンラッドたちは先にグレイ・フォックス号に乗り込んだブルックスとサンの元に合流しようとするが、スカル・クローラーに追い付かれてしまう。だが、後を追ってきたコングに攻撃を仕掛けられ、再び2体は戦いを開始。コンラッドたちもコングを援護する。コングは廃船のスクリューを武器にスカル・クローラーを倒し、戦いの衝撃で川に投げ出されたウィーバーを助け出すと、姿を消す。コンラッドたちは無事に合流地点に到着し、救助隊のヘリコプターに救出され、髑髏島から脱出する。
アメリカに帰国後、マーロウは出征以来生き別れとなっていた妻子と無事に再会を果たした。一方、コンラッドとウィーバーはモナークに招かれ、ブルックス、サンと再会して調査への協力を依頼される。ブルックスは「王はコングだけではない」と語り、モナークが集めた古代生物が描かれた壁画の資料や日本列島周辺の地図および原水爆実験のキノコ雲の写真を見せる。その壁画には巨大な恐竜、翼竜、蛾、三つ首の竜の姿が描かれていた。

## 登場人物

### 髑髏島調査隊

#### 主要人物
ジェームズ・コンラッド
演 - トム・ヒドルストン、日本語吹替 - GACKT
元イギリスSAS大尉。オーストラリア軍SASの一員としてベトナムに出征し、現在は南ベトナム・サイゴンを拠点にフリーランスの傭兵として活動している。優れた戦闘能力やサバイバル能力、密林などにおける追跡能力などを目につけたランダとブルックスから直々に今回の調査に案内役兼サバイバルアドバイザーとして雇われる。金と依頼に忠実ではあるが、状況を的確に判断し、分断された調査チームのメンバーを先導していく。父親はかつてイギリス空軍の戦闘機乗りだったが、第二次世界大戦で戦死しており、出征前に受け取ったジッポーを形見として所持している。
メイソン・ウィーバー
演 - ブリー・ラーソン、日本語吹替 - 佐々木希
戦場カメラマン。同業者である知人の伝手で今回の調査を知り、スクープを狙って半ば強引にカメラマンとして同行する。ベトナム戦争に対しては米軍の派兵に疑問を感じており、「反戦カメラマン」を自称している。今回の調査についても当初から表向きの理由である地質調査以外に何か別の意図があると踏んで疑っていた。当初はコングを怪物と見做していたが、イーウィス族の村に滞在中にコングと遭遇したことをきっかけに、彼が本当は心優しい性格であることを知り、コング抹殺に執心するパッカードを止めようとする。

#### MONARCH
ウィリアム・“ビル”・ランダ
演 - ジョン・グッドマン、日本語吹替 - 石住昭彦
特別研究機関MONARCH（モナーク）に所属する地質学者。第二次大戦に従軍していた1944年に起きた戦艦U.S.S.ロートンの沈没事故（軍は敵軍の攻撃による撃沈と発表していた）で唯一生き残った経験をきっかけに、地球上に人智が及んでいない何かがいることを知り、地球空洞説に執心。調査の中で発見した髑髏島に自らの説を立証する存在＝巨大生物がいることを確信し、旧知の仲であるウィリス上院議員の手配の下、髑髏島への調査チームを編成する。
長年、自分の唱える「地球空洞説」を学会をはじめとする周囲から冷笑されてきたために承認欲求と反骨心が非常に高く、自分の仮説を証明するためには周囲を欺くことも厭わない一面もあり、コンラッドやパッカードに対しても調査の目的を「地質調査」としか述べておらず、結果的にスカル・クローラーの覚醒や、コングの襲撃とそれによるスカイデビルズの壊滅の遠因となってしまった。
スカル・クローラーの巣において誤ってカメラのフラッシュを連続にして焚いてしまい、スカル・クローラーに気づかれたことを悟るも時遅く、背後から襲われそのまま捕食される。
ヒューストン・ブルックス
演 - コーリー・ホーキンズ、日本語吹替 - 杉村憲司
MONARCHに所属する地質学者。ランダの助手。イェール大学出身で、学会で地球空洞説を主張した際に周囲から一蹴される中でランダに認められたことをきっかけに彼の下で働くようになる。そのことからランダを尊敬しており、変人扱いされることが多い彼と周囲の人間との間の仲介役を買って出ることも多い。
サン・リン
演 - ジン・ティエン、日本語吹替 - 伊藤静
MONARCHに所属する生物学者。ブラジルのジャングルにて未知の巨大生物を発見した功績を認められ、ランダにスカウトされ今回の調査に加わる。

#### スカイデビルズ
プレストン・パッカード大佐
演 - サミュエル・L・ジャクソン、日本語吹替 - 手塚秀彰
米国陸軍第三強襲ヘリコプター部隊・「スカイデビルズ」の指揮官。ベトナム戦争を通して数々の激戦をくぐりぬいた猛者で、部下からも信頼されるなどの優秀かつ冷静沈着な人物であるが、一方で戦争で多くの部下を亡くしたことや、半ば不本意な形で帰国することになったことに虚しさを胸に秘めている（小説版では上層部からの任務通達の電話直前には、戦闘を続行しようと部下にも連絡せず一人基地から脱走しようとしていた）。
ベトナムから引き上げる直前に急遽上層部から与えられた任務として今回の調査の警護および輸送役としてヘリ部隊を先導するが、髑髏島に到着早々、コングの襲撃で全てのヘリを撃墜され、目の前で多くの部下を失ったことをきっかけにコングに対して狂気に似た激しい憎悪を抱き、周囲からの意見や忠告を聞き入ろうとせず、コングを抹殺するという目的だけに執着するようになってしまい、結果的に彼の行動や判断がさらなる部下の死へと繋がってしまう。生き残った部下を連れてコングをおびき出し、火攻めにすることで一時的に意識を喪失させ、爆弾を仕掛けて止めを刺そうとするがコンラッドたちに止められる。最期は意識が戻ったコングの目前で爆弾を起爆しようとするが、コングに叩き潰されて死亡する。
Lieutenant Colonelの誤訳で大佐と訳されているが、正しい階級は中佐。
ジャック・チャップマン少佐
演 - トビー・ケベル、日本語吹替 - 小松史法
スカイデビルズ副官。帰国後は退役してアトランタで航空会社に就職する予定であり、先に同地に転居している息子のビリーに手紙をしたためることを日課にしている。そのため、スカイデビルズ隊員の間ではこの手紙の一節である「ビリーへ」を隊共通のジョークとしている。
コング襲撃時に搭乗していたシー・スタリオンが島の西側に墜落し、彼以外の搭乗員も全滅したため、一人パッカードたちからの救援を待つことになる。中盤、スポア・マンティスとの遭遇に驚いている隙に、背後に迫っていたスカル・クローラーによって食い殺される。彼の遺品となった手紙は、生き残ったコンラッドたちによって持ち帰られた。
アール・コール大尉
演 - シェー・ウィガム、日本語吹替 - 綱島郷太郎
スカイデビルズ隊員。隊員たちの中では唯一M16の代わりに、ベトナム軍との戦闘で敵から鹵獲したAKMを所持している。 またM79 グレネードランチャーを背負っている。
数々な戦場や修羅場を経験してきたゆえに独自の観察眼や感性を持っており、コングに襲撃された後も物怖じない態度を崩さず、周囲がパッカードに対して不信感を寄せるようになっても、 唯一彼の意志に忠実に従おうとする。
物語の終盤、仲間が逃げる時間稼ぎをするため、スカル・クローラーにわざと捕食されて道連れに自爆しようと手榴弾を手に持ち自ら近付く。しかし逆に警戒されたことで捕食はされず、そのまま尻尾で撥ね飛ばされ岩肌に衝突すると同時に単身自爆してしまい、その目算は外れてしまった（ノベライズ版では自爆によりダメージを与えることが出来た）。
グレン・ミルズ兵曹長
演 - ジェイソン・ミッチェル、日本語吹替 - 河本邦弘
スカイデビルズ隊員。隊員の中では誰よりも故郷へ戻ることを待ち望んでいた。それゆえに、撤退直前になって急遽課せられることとなった今回の任務に対しては当初から不服に思っていた。
バンブー・スパイダーに襲われた際には触手に絡め取られて、危うく捕食されそうになりながらもコールたちの尽力により九死に一生を得た。
コングの襲撃をはじめ、次々に島で待ち受ける災難に翻弄されながらも、次第にコング抹殺に執着していくパッカードの挙動に不信感を抱くようになる。
レグ・スリフコ兵曹長
演 - トーマス・マン、日本語吹替 - 山崎健太郎
スカイデビルズ隊員。コンラッドのヘリを操縦していたため、墜落後は彼らと行動を共にする。実家は整備工であるために自身も機械に強く、グレイ・フォックス号の修理に貢献する。グレネードランチャーを装着したM16を所持。
コンラッドやマーロウと行動を共にしたことで彼らに感化され、最終的に生き残っていた隊員の中ではいち早くパッカードに対して叛意を見せる。
ジョー・レルス特技上等兵
演 - ユージン・コルデロ、日本語吹替 - 真壁刀義
スカイデビルズ隊員。大柄で威圧的な風貌や口数の少なさに反し、仲間思いな性格で、コングの襲撃後は大勢の仲間を失ったことに悲壮感を隠せないでいた。

#### ランドサット現地調査団
ヴィクター・ニエベス
演 - ジョン・オーティス、日本語吹替 - 後藤敦
NASAの地球資源探査衛星・ランドサット現地調査団責任者。良くも悪くも保守的な性格を持った典型的な研究者気質な人間で、パッカードらスカイデビルズ隊員のことはあまり快く思っていない。
荒天状態の島の周囲の気候を見て、調査の中止を訴えていたが、ランダに強引に押し切られたことで調査に同行する羽目になる。
髑髏島ではコンラッドたちと行動を共にしていた。マーロウと合流後、グレイ・フォックス号で大河を下っていた最中にパッカードと通信が繋がったことを喜ぶが、その直後に襲来したサイコ・バルチャーの群れの一匹に捕らえられ、そのまま空中で群がられて引き裂かれるという無残な最期を遂げる。
スティーブ・ウッドワード
演 - マーク・エヴァン・ジャクソン、日本語吹替 - 伊藤和晃
ランドサット衛星データ収集担当調査員。ランドサット調査員の中ではニエベスを除く唯一の生存者となり、ランダと共にパッカードらスカイデビルズ隊員と行動を共にする。後にコンラッドら専門家とパッカードら軍人が別行動をとることになった際にも引き続きパッカードらに同行し、彼のコング抹殺作戦に協力するが、その最中に反撃に出たコングに踏み潰され死亡。
ノベライズ版では姓が『ギブソン』となっている。

### その他の登場人物
ハンク・マーロウ中尉
演 - ジョン・C・ライリー、日本語吹替 - 石田圭祐
第二次大戦中は米陸軍航空部隊のパイロットであったが、1944年、南太平洋にて日本海軍機との戦闘で相撃ちとなり、その乗組員であったグンペイと共に髑髏島に不時着。以来、髑髏島で和解し義兄弟の契りを交わしたグンペイや先住民たちと暮らしていた。
故郷シカゴの野球チームシカゴ・カブスのファン。妻と子供を残した故郷に帰ることを夢見ており、島から脱出するためにグンペイと共に両者の搭乗機や漂着した船、飛行機の残骸を使ってグレイ・フォックス号を組み上げるも、その矢先にグンペイがスカル・クローラーに殺されたため、一時は失意に暮れて島からの脱出を諦めかけていた。調査隊の来島とコンラッドたちとの出会いで島からの脱出を決意、コンラッドたちの協力でグレイ・フォックス号を完成させ、迎えの来る島の北側へ出発する。
島での暮らしの経験からコングやスカル・クローラーをはじめとする島の動物たちの事情に詳しく、ゆえに島の守り神であるコングを殺害しようと企むパッカードに対して真っ先に異を唱え、彼の暴挙を止めようとする。
ラストにて島から脱出し、妻子と再会。作中話していたホットドッグとビールを手に野球観戦の夢を果たす。
アル・ウィリス上院議員
演 - リチャード・ジェンキンス、日本語吹替 - 仲野裕
ランダの旧友。彼が主張する地球空洞説や巨大生物の存在を信じておらず、MONARCHの設立・存在にも否定的である。ランダやブルックスが持ち込んできた髑髏島の実地調査手配の要請を最初は断ろうとするが、ブルックスの説得に同意し手配を承認する。
グンペイ・イカリ（碇 軍平）
演 - MIYAVI
日本海軍の零戦搭乗員。マーロウとの空中戦の末に共に撃墜されて髑髏島に不時着。直後は米兵への敵愾心からマーロウを殺そうとするが、コングと遭遇。以来、マーロウとは共に島での生活を経て和解し、「兄弟」と呼び合う仲になった。
マーロウと共に自身の戦闘機（マーロウ曰く零戦およびP51ムスタング）や迷い込んだB-29などの残骸を使ってグレイ・フォックス号を合作し協力して脱出しようとしたが、その矢先にスカル・クローラーに殺される。
彼の形見となった白鞘の刀は墓標代わりとなっていたが、島からの脱出に伴いマーロウが持ち出し、サイコバルチャーやスカルクローラーとの戦いで大いに役立てることになる。
名前の由来はゲームボーイの開発者である横井軍平、『新世紀エヴァンゲリオン』の主人公碇シンジから。
イーウィス族
髑髏島の先住民族。かつては木の上に暮らしていたが、髑髏島の怪獣たちから逃れる中で言葉を捨て、現在は丸太で壁を築いた入り江で生活している。顔や体にペイントを施す習慣がある様子。
コングを神としてあがめているという点ではキングコングを描いた過去作と共通しているが、怪物らから自分たちを守ってくれている守り神として崇拝しており、コングへの生贄の習慣や人食いといったの野蛮さは無く、ウィーバーのカメラに興味を示したり、マーロウが船で旅立つ際には総出で見送るなど心持つ民族である。
後の『ゴジラ キング・オブ・モンスターズ』にてギドラが発生させた嵐を呼び寄せたカマソッソが島に襲来した際に、ほぼ全滅してしまったとされている。

## 髑髏島
本作品の主な舞台となる、人工衛星により宇宙から発見された未知の島。南太平洋にありながら夜はオーロラが見え、常に島を暴風雨が囲んでいるなど特殊な環境下にある。竹林やレッドウッドなどの森が広がり、美しく緑豊かな起伏に富んだ地形に大小さまざまな川が流れ、湿地帯となっている地域も多い。
下記のような未確認の巨大生物が多数生息しており、その理由として上記の特殊な環境により独自の進化を遂げたことや、作中の爆弾を用いた地質調査の結果、島の地下には広大な空洞の存在が判明しており、そこに生息する太古の生物が地上と出入りしていることが示唆されている。
西部の山中はスカル・クローラーの棲み処となっており、それらの犠牲となって未消化で吐き出された生物の骨が広がる地域が存在する。また、島の近辺では数多くの船舶や飛行機が行方不明になっており、北部の入江には海流の関係からそれらの残骸が流れ着いている。そのほか、北部に差しかかる地域には先住民のイーウィス族が集落を作っており、スカル・クローラーなどから身を護るために木製の壁を築いている。
次作『ゴジラ キング・オブ・モンスターズ』ではこの島と生息する怪獣たちはモナークなどには周知されており、直接の登場などは無いが研究者らの間でこの島のことが何度か話題として登場する。ギドラが地球各地の怪獣を支配下においたシーンでは、この島からも怪獣たちが逃げ出したという報告が入っている。エンドロールにて再度この島に調査が行なわれ、この島が各地の怪獣たちのルーツではないかと推測され、またゴジラとコングの間に関係があることが示唆される。

### 髑髏島の生物
コング

演 - テリー・ノタリーおよびトビー・ケベル（モーションキャプチャ演技）
体長：31.6メートル / 体重：158トン。
髑髏島の生態系の頂点に君臨する超大型類人猿。しかし、種としてはスカル・クローラーとの生存競争に敗れており、本作品に登場したコングが最後の生き残りとなっている。両親を殺害したスカル・クローラーをはじめ、島の調和を乱す生物には容赦ないが、基本的には博愛精神の強い温厚な性格で、スカル・クローラーの脅威から守られている島民イーウィス族からは神として崇められている。マーロウは「この島の王」と呼称している。このコングはまだ若いオスであり、さらに巨大に成長することがマーロウの台詞から示唆されている。
本作品のコングの体長について、監督のロバーツは「将来的にゴジラと対決させるため」という理由のほか、「見上げたときに『神だ』と思うサイズを意識しているんだよ。『ワンダと巨像』に感じるような威厳をね」と述べている。また、モーションキャプチャを用いていることについては、「コングの動きをどうするのか、試行錯誤の中で使っているに過ぎない」と語っており、主にCGアニメーションで作られている。
スカル・クローラー
体長：3.65 - 28.95メートル / 体重：40 - 100トン。
髑髏島で最も獰猛な生物で、後ろ足がなく前足（腕）2本だけで動き回る巨大な爬虫類。複数の個体が登場し、大型の個体はスカルデビルとも呼ばれ、その体長はコングに匹敵する。命名者はハンク・マーロウで、調査団一行に本怪獣を説明する際のとっさの思いつきではあるが、「髑髏の亡者」という意味である。その名の通り頭部は髑髏のようにも見える白い外殻で覆われている。髑髏でいう目の部分にくぼみがあるが、実際の目は側頭部にある。普段は地中に生息しており、獲物を狙う際のみ地上に現れて直接あるいは長い舌で捕らえ、一呑みにする。髑髏島の生物や島民を手当たり次第に襲うことから恐れられており、特にスカルデビルは過去にコングの両親を殺害したため、コングから狙われている。
モデルは1933年版に登場した「後ろ足のないトカゲ」で、1933年版の髑髏島の生物中で唯一架空の存在だったため、登場させた。頭蓋骨のような頭部は、『千と千尋の神隠し』のカオナシや『新世紀エヴァンゲリオン』のサキエルをイメージしている。
バンブー・スパイダー
体長：5 - 7メートル。
竹林に生息する巨大なクモで、竹と同じ長さの足を竹に擬態させ、頭上から獲物を待ち伏せする。獲物が近付くと足を竹槍のように突き刺して仕留めるほか、体の下部から伸ばす粘着性の触手で捕らえ、カニのハサミのような前足で切り刻むという狩りを行う。竹林を進むパッカードらを襲って兵士の1人を殺害するが、足を擬態していることに気付いたコールらに反撃されて、体の下面を集中射撃されたうえで足を切断され、落下して動けなくなったところをパッカードに止めを刺された。
スケル・バッファロー
体長：13メートル（角の長さ：19メートル） / 体重：22トン。
水辺に生息している巨大スイギュウで、数日間水中に潜伏することが可能。髑髏島の生物の中でもおとなしい性格であり、居合わせたコンラッドたちに危害を加えなかった。爆弾で目覚めたスカル・クローラーの餌食となった個体がいる。
リバー・デビル
体長：27メートル。
髑髏島の入江に生息している、イカとタコを合わせたような姿をした巨大な頭足類。傷を癒しに入江に来たコングに襲いかかるが、返り討ちに遭う（というより手を出したのはコングからで、食料として狩られそうになり抵抗した）。
『キングコング対ゴジラ』に登場した大ダコへのオマージュである。
サイコ・バルチャー
翼長：2 - 3メートル。
白亜紀の大絶滅を生き延び、髑髏島で独自の進化を遂げた翼竜。外見はディモルフォドンに酷似しているが、吻部はノコギリザメのように鋭く尖っており、脊椎動物でありながら青い血液が流れる。さらには髑髏島固有種のフグを常食としているため、その毒による精神の高揚から攻撃的な性格となっており、獲物を捕えると集団で引き裂くという狩りを行う。
スポア・マンティス
全長：15メートル。
レッドウッドの倒木に擬態する巨大昆虫。擬態中はほぼ微動だにしないが、敵に出くわすと一目散に逃げていく。さらに敵への防衛手段として強靭な表皮と筋肉を持ち、頭部には強靭な顎を持つ寄生虫が潜んでいる。巨大化したナナフシのように見えるが、実際はカレエダカマキリなどの擬態を行うカマキリの仲間である。

## 登場兵器
銃器
- FN ブローニング・ハイパワー - コンラッドがサイドアームとして所持。
- M1911 - マーロウが使用。
- モーゼルC96 - 冒頭の場面でグンペイが使用。
- M1902 - パッカードがサイドアームとして使用。
- M16A1 - パッカード、コール、レルスを除くスカイデビルズ隊員のメインアームである他、サン、スティーブも使用。コンラッドのみ初期に生産されたM16を使用。
- AKM - コールがメインアームとして使用（本人曰くベトナムで敵兵から鹵獲したもの）。
- M14自動小銃 - MPが所持している他、パッカードがメインアームとして使用。
- イサカM37 - ブルックスが使用。
- M60機関銃 - レルスが使用。UH-1のドアガンとしても登場。
- M79 擲弾発射器 - コールが所持。
- M203 擲弾発射器 - スリフコのM16に装着されている。
- ブローニングM2重機関銃 - スカル・クローラー戦でスカイデビルズ隊員が使用。しかしスカル・クローラーに命中しても有効打を与えられず、設置していた巨大頭蓋骨ごとはね飛ばされ、射手はそのまま捕食された。『グレイフォックス号』船首にも、米軍爆撃機の残骸から移された二連装銃座（ボールターレット）が搭載されている。
- M9火炎放射器 - スカル・クローラー戦でスカイデビルズ隊員が使用。だが、操手がスカル・クローラーにはね飛ばされた拍子に爆発してしまい、近くに落ちていたガス弾に引火したことでさらなる爆発を誘発し、スリフコが負傷した他、爆発の衝撃で隠れていたサイコ・バルチャーの群れが飛び出してきて、さらに犠牲者を増やすことになる。
- M134ミニガン - UH-1に搭載。

航空機
- 零式艦上戦闘機
- P-51マスタング
- B-29スーパーフォートレス
- UH-1イロコイ
- CH-47
- CH-53
- P-3

## スタッフ
- 監督 - ジョーダン・ヴォート・ロバーツ
- 脚本 - ダン・ギルロイ、マックス・ボレンスタイン、デレク・コノリー
- ストーリー - ジョン・ゲイティンズ
- 製作 - トーマス・タル、メアリー・ペアレント、ジョン・ジャシュニ、アレックス・ガルシア
- 製作総指揮 - エリック・マクレオド
- 共同製作 / VFXプロデューサー - トム・ピッツマン
- 撮影監督 - ラリー・フォン
- 美術監督 - ステファン・デシャント
- 音楽 - ヘンリー・ジャックマン
- 特殊視覚効果 - インダストリアル・ライト&マジック、ムービング・ピクチャー・カンパニー
- VFXシニアスーパーバイザー - スティーブン・ローゼンバウム
- VFXスーパーバイザー - ジェフ・ホワイト
- VFXアドバイザー - ジョン・ダイクストラ
- 編集 - リチャード・ピアソン
- 衣装デザイン - メアリー・ポート
- ゴジラ / モスラ / キングギドラ / ラドン原案 - 東宝

## 製作

### 企画

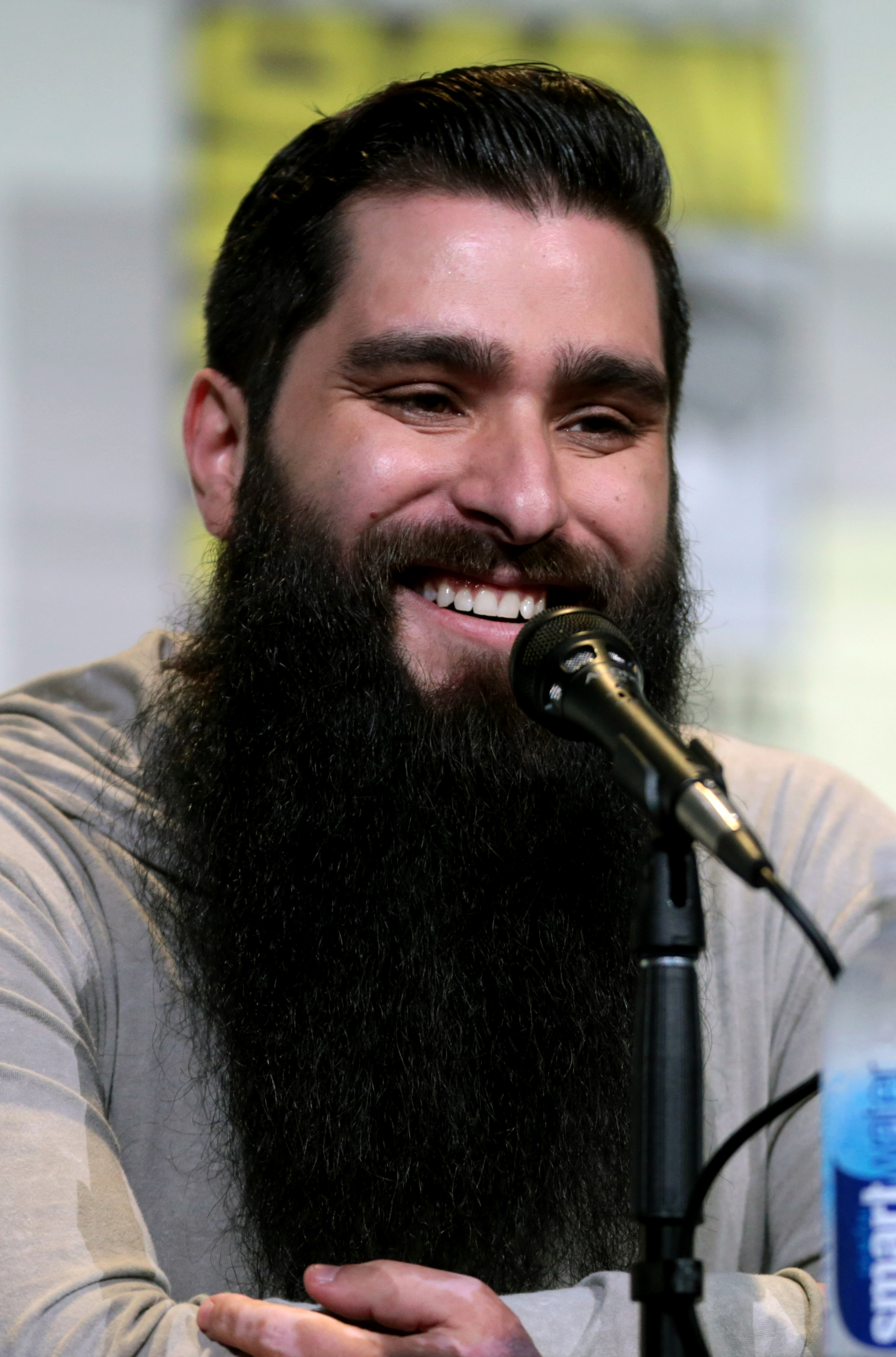
ジョーダン・ヴォート＝ロバーツ

レジェンダリー・ピクチャーズは2014年7月にサンディエゴ・コミコンにて『Skull Island』と題したキングコングのオリジン・ストーリーの企画を発表し、2016年11月4日にユニバーサル・スタジオで公開予定であることを明かした。レジェンダリーはジョー・コーニッシュに監督のオファーを出し、一方で以前に『キング・コング』を監督したピーター・ジャクソンはギレルモ・デル・トロを提案した。2014年9月、スタジオはジョーダン・ヴォート＝ロバーツが監督を務めることを発表した。彼は本作品を「モンスターが出てくるベトナム戦争映画」と語っており、『地獄の黙示録』をイメージした映像が含まれている。また、時代設定は1973年となっており、その理由について「テクノロジーがまだここまで進んでいなくて、科学と神話の境目がはっきりしていない時代だった」ためと述べている。
撮影前に脚本は複数の脚本家たちの関与を受けた。キングコングとゴジラの連続した世界観が求められたため、『GODZILLA ゴジラ』のマックス・ボレンスタインが初稿を書き、次いでジョン・ゲイティンズが第2稿執筆のため雇われた。2015年8月、ダン・ギルロイがボレンスタインとゲイティンズの脚本に協力していることが明らかとなった。2015年8月18日、デレク・コノリーが書き直しのためにさらに雇われたことが明らかとなった。
2014年12月12日、スタジオは映画を『Kong: Skull Island』に改題したことを発表した。2015年9月10日、レジェンダリーは『Kong: Skull Island』の提携先をユニバーサルからワーナー・ブラザースに変更し、彼らはキングコングとゴジラのマッシュアップの計画を立て始めた。その後、脚本では2014年の映画『GODZILLA ゴジラ』に登場した秘密機関モナークが参照されることが明かされた。
2016年4月、アーティストのジョー・デヴィードは自らが作り上げたスカル・アイランドの世界観の要素を映画製作者たちが無断で使用したとして製作者たちを訴えた。

### キャスティング

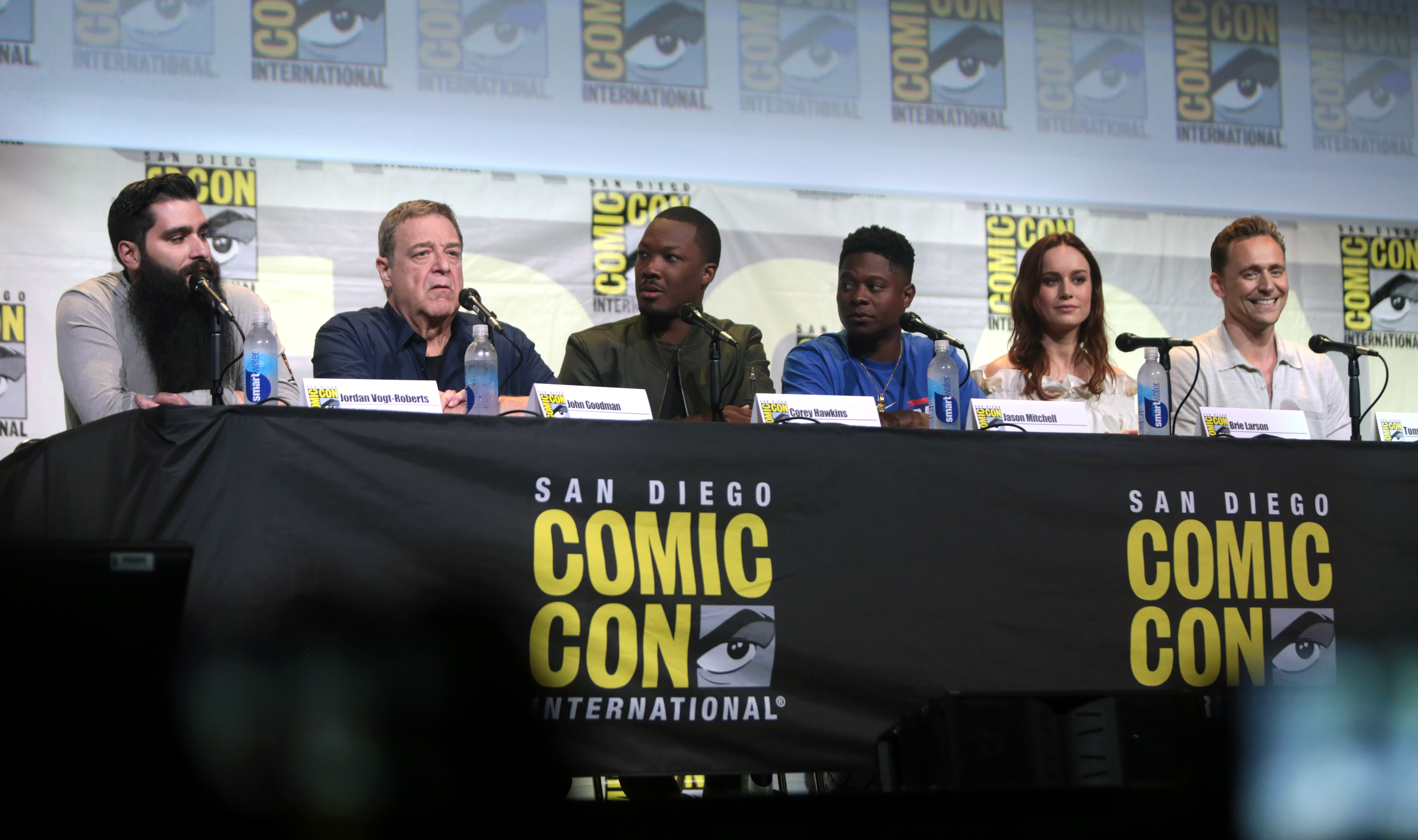
サンディエゴ・コミコンでの企画発表会見

ヴォート＝ロバーツの監督就任と同時にスタジオはトム・ヒドルストンが主演を務めることを発表した。2014年12月15日、J・K・シモンズが加わったことが発表された。MTVのインタビューでシモンズは1971年のデトロイトが映画の舞台となり、野球シーズン中にデトロイトで撮影予定であることを明かした。
2015年1月、マイケル・キートンがキャストに加わったことが発表された。2015年7月1日、スケジュールの都合によりキートンとシモンズが降板したことが報じられた。降板した2人の代役俳優探しを始めたレジェンダリーは製作開始の延期を望んでいなかった。2015年7月23日、ブリー・ラーソンが女性主人公役でキャストに加わった。2015年8月5日、コーリー・ホーキンズが脇役でキャストに加わった。2015年8月6日、『Deadline.com』はスタジオがシモンズの代役としてサミュエル・L・ジャクソンとの交渉に入っており、またジョン・C・ライリーの出演を検討し、さらにトム・ウィルキンソンにオファーを出していることを報じた。
2015年8月20日、トビー・ケベルがキャストに加わり、ジャクソンとライリーがスタジオとまだ交渉中であることが報じられた。2015年8月25日、ジェイソン・ミッチェルがパイロット役で加わった。2015年11月2日、ウィル・ブリテンがパイロット役でキャストに加わったことが発表された。2015年9月25日、ジョン・グッドマンが政府の役人で探検隊リーダーのランダ役に決定し、またトーマス・マンも加わったことが報じられた。2015年10月1日、ジョン・オーティスとシェー・ウィガムが役名不明で加わったことが報じられた。2015年10月13日、ユージン・コルデロが加わったことが報じられた。2016年5月、トビー・ケベルはテリー・ノタリーがモーションキャプチャを用いてコングを演じることを明かした。

### 他の作品群の影響
ヴォート＝ロバーツによれば、複数の韓国映画（『グエムル-漢江の怪物-』、『グッド・バッド・ウィアード』、『オールド・ボーイ』）や多数のハリウッド作品（『地獄の黙示録』やエイリアンシリーズなど）や日本の映画やアニメやテレビゲーム（ゼルダの伝説シリーズや『ワンダと巨像』など）などに影響を受けたとしている。
ヴォート＝ロバーツは「日本の漫画・ゲーム・アニメを見て育ち、今の自分のDNAとなっている」と公言するほどの日本好きであり、本作品の製作にも影響を与えている。本作品についても「自分が子ども時代に触れてきた文化を、ゲロを吐くみたいに全部ぶち込んである」と語っている。
映画全体には『もののけ姫』や『千と千尋の神隠し』の要素が含まれているとし、登場するクリーチャーは「宮崎駿監督作品に出てくるようなもの。精神性があり美しく、パワフルなものを目指した」と語っている。この他にも『AKIRA』『メタルギアソリッド』などのオマージュが含まれている。また、序盤に登場する日本兵グンペイ・イカリの名前は『新世紀エヴァンゲリオン』の碇シンジと、ゲームクリエイターの横井軍平から取られている。

### 撮影
主要撮影は2015年10月19日に始まり、2016年3月18日に完了した。撮影は主にベトナム北部、ハワイ州オワフ島、オーストラリアのゴールドコーストで行われた。ロケ地にはホノルル・チャイナタウン、クアロア・ランチ、ワイカナエ・バレーが含まれた。2016年1月半ば、オーストラリアクイーンズランド州ゴールドコーストで行われた。

## 公開

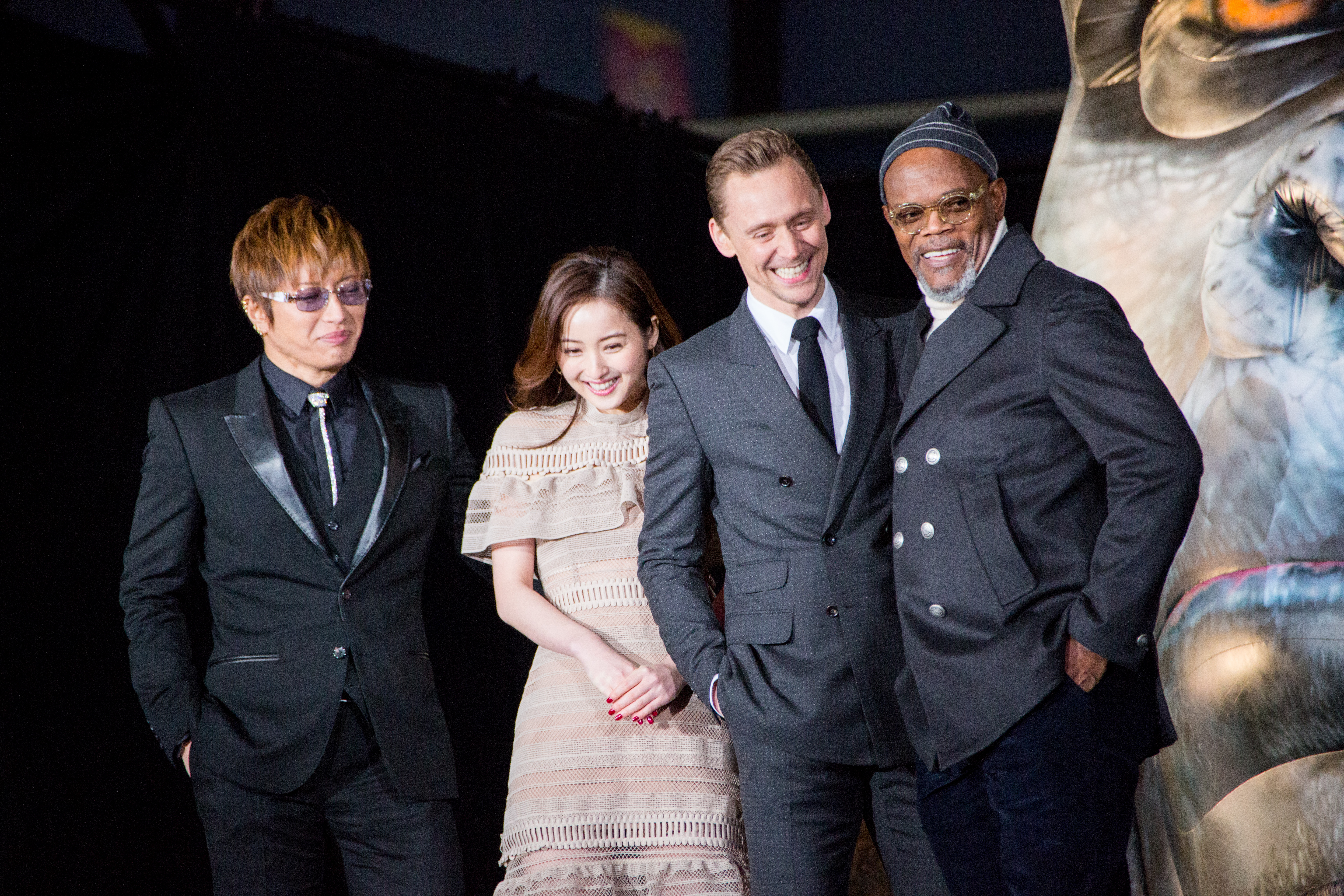
ジャパンプレミアでの主要キャスト、日本語版吹替キャスト（左からGACKT、佐々木希、トム・ヒドルストン、サミュエル・L・ジャクソン）

2014年12月12日、公開日が当初予定されていた2016年11月4日から2017年3月10日に延期された。3DおよびIMAX 3Dでの上映が予定されている。日本では、2017年3月25日の公開に先駆けて同年2月28日にワーナー・プラザース映画試写室にて日本最速試写会が開催された。
北米興行収入は1億6,810万ドルと制作費に届かなかったが、その他の地域で3億9,810万ドルの興行収入を記録し、世界全体で5億6,620万ドルを記録している。北米では公開第1週で4,000〜5,000万ドルの興行収入を記録すると予想されていた。実際には、第1週で予想の35%増の6,100万ドルの収益を上げている。この記録は、ピーター・ジャクソン版の『キング・コング』の5,010万ドルを上回ったが、2014年の『GODZILLA ゴジラ』の9,300万ドルには及ばなかった。
世界65か国の2万9,000スクリーンで公開され、8,510万ドルの興行収入を記録した。IMAXでは672スクリーンで480万ドルの収益を上げている。この他、イギリス・アイルランド（760万ドル）、韓国（740万ドル）、ロシア（640万ドル）、メキシコ（570万ドル）、フランス（410万ドル）、台湾（360万ドル）、オーストラリア（360万ドル）、ブラジル（340万ドル）、ドイツ（340万ドル）、マレーシア（265万ドル）、インド（240万ドル）、スペイン（160万ドル）、イタリア（160万ドル）、ベトナム（250万ドル）の興行収入を記録している。世界市場の中で最大の収益を上げたのは、中国の1億6,860万ドルである。

## 評価

### 批評
Rotten Tomatoesには287件のレビューが寄せられ、平均評価6.5/10点、支持率76%となっており、「爽やかな目の保養、堅実な演技、テンポの良いストーリーを提供する『キングコング:髑髏島の巨神』は、古典的なオリジナル作品には及ばないものの、怪獣映画の神話群にその地位を確立した」と批評している。Metacriticでは49人の批評家によって62/100点の評価が付けられ、CinemaScoreではB+評価となっている。
シカゴ・トリビューンのマイケル・フィリップスは四つ星満点中三ツ星半の評価を与え、「私はヴォート＝ロバーツの最初の映画で、高揚する精神と巧みな演出を見ました。本当に良い映画を見に行きました」と批評した。Uproxxのマイク・ライアンは、「この映画は私が見たいと思っていた内容とは違いましたが、それでも楽しむことが出来る内容でした。ほんの少しだけ、映画に狂気を抱いていたかった」と批評している。ハリウッド・リポーターのトッド・マッカーシーは、「必要な要素が理想的な割合で組み込まれています。これは、こうした内容の映画では滅多に見られないことです」と批評した。Nerdist Newsのカイル・アンダーソンは、「完璧な映画ではないことは確かであり、多くのキャラクターもスケッチのように感じられます。しかし、この映画は最初から最後まで楽しむことが出来ます」と批評している。本作品のプレゼンテーションに参加した樋口真嗣は、本作品のコングについて「33年のオリジナル版キングコングのような人形劇の動きに近く、ピーター・ジャクソン版で描かれたような巨大なゴリラではなく、どちらかといえばリック・ベイカー（1976年版コングのスーツアクター）っぽい。『キングコング2』で見せた人形のようなキングコングに近い」と語り、作品の内容を「正統派の怪獣映画という予感がします」とコメントしている。
ガーディアンのピーター・ブラッドショーは四つ星満点中一つ星を与え、「キングコングの物語が幻想的に混乱し、激しく奇妙な更新映画となった」と酷評した。San Diego Readerのマシュー・リコナも五つ星満点中一つ星を与え、「怪物たちを見るのは楽しいが、人間は過小に描かれ、狂気的な兵士を演じたサミュエル・L・ジャクソンだけが唯一際立つ存在だった」と批評している。

### ノミネート
| 映画賞                       | 部門                                     | 対象 | 結果       | 出典   |
| ---------------------------- | ---------------------------------------- | --- | ---------- | ------ |
| ティーン・チョイス・アワード | SF映画賞                                 | キングコング:髑髏島の巨神                                                                                  | ノミネート | [ 64 ] |
| ティーン・チョイス・アワード | SF男優賞                                 | トム・ヒドルストン                                                                                         | ノミネート | [ 64 ] |
| ティーン・チョイス・アワード | SF女優賞                                 | ブリー・ラーソン                                                                                           | ノミネート | [ 64 ] |
| 第45回アニー賞               | 実写作品キャラクター・アニメーション賞   | ジェンス・ラビンチック、エイドリアン・ミリントン、アルベルト・マルティンズ・エース、カイル・ウィンケルマン | ノミネート | [ 65 ] |
| 第16回視覚効果協会賞         | 長編映画部門視覚効果賞                   | ジェフ・ホワイト、トム・ペイトマン、スティーヴン・ローゼンバウム、スコット・ベンザ、マイケル・メイナーダス | ノミネート | [ 66 ] |
| 第16回視覚効果協会賞         | 長編映画部門アニメーションキャラクター賞 | ジェイコブ・ピスタキー、クリス・ハブルバーグ、カリン・クーパー、クリス・コスタ                             | ノミネート | [ 66 ] |
| 第16回視覚効果協会賞         | 長編映画部門効果シミュレーション賞       | フロレント・アンドッラ、アレクシス・ホール、ラウル・イッシグ、ブランコ・グルジシック                       | ノミネート | [ 66 ] |
| 第16回視覚効果協会賞         | 長編映画部門合成&照明賞                  | ネルソン・セパルヴェダ、アーロン・ブラウン、パオロ・アクリ、ショーン・メイソン                             | ノミネート | [ 66 ] |
| 第90回アカデミー賞           | 視覚効果賞                               | スティーヴン・ローゼンバウム、ジェフ・ホワイト、スコット・ベンザ、マイケル・メイナーダス                   | ノミネート | [ 67 ] |
| 第44回サターン賞             | ファンタジー映画賞                       | トーマス・タル、メアリー・ペアレント、ジョン・ジャシュニ、アレックス・ガルシア                             | ノミネート | [ 68 ] |
| 第44回サターン賞             | 特殊効果賞                               | スティーヴン・ローゼンバウム、ジェフ・ホワイト、スコット・ベンザ、マイケル・メイナーダス                   | ノミネート | [ 68 ] |

## 続編構想
2015年9月、レジェンダリーは『Kong: Skull Island』をユニバーサル配給からワーナー・ブラザース配給に変更し、メディアではゴジラとキングコングが共演するという憶測が流れた。2015年10月、レジェンダリーは『ゴジラvsコング』でゴジラとキングコングを共演させることを認めた。レジェンダリーは「モナークを中心に」フランチャイズを作り上げ、「古いものと新しいもの、異なる巨大超生物種族の生態系の中でゴジラとレジェンダリーのコングを結集する」計画を立てている。レジェンダリーはユニバーサルとの契約を続ける一方、フランチャイズのためにワーナー・ブラザースと協力する。

## Blu-ray/DVD
2017年7月19日にBlu-ray/DVDが発売された。同時にデジタル配信（セル、レンタル）も開始された。
- キングコング:髑髏島の巨神 Blu-ray&DVDセット（2枚組/デジタルコピー付）
- キングコング:髑髏島の巨神 3D&2D Blu-ray/セット（2枚組/デジタルコピー付）
- キングコング:髑髏島の巨神 〈4K ULTRA HD&3D&2D Blu-rayセット〉（3枚組/デジタルコピー付）

## テレビ放映
| 回数 | 放送局局   | 放送枠             | 放送日        | 放送時間      | 放送分数 | 平均世帯 視聴率 | 備考                                                         |
| ---- | ---------- | ------------------ | ------------- | ------------- | -------- | --------------- | ------------------------------------------------------------ |
| 1    | 日本テレビ | 金曜ロードSHOW!    | 2019年5月24日 | 21:00 - 22:54 | 114分    | 7.6%            | 地上波初放送                                                 |
| 2    | フジテレビ | 土曜プレミアム     | 2020年6月27日 | 21:00 - 23:10 | 130分    | 8.1%            | 「2週連続巨獣SP!!」と題し、『GODZILLA ゴジラ』に続いて放送。 |
| 3    | テレビ東京 | 午後のロードショー | 2025年7月31日 | 13:40 - 15:40 | 120分    |                 |                                                              |